# Эштрельская овчарка
Эштрельская овчарка (порт. Cão da Serra da Estrela) — порода собак, сформировавшаяся на Пиренейском полуострове и считающаяся одной из самых древних в этом регионе. Название породе было дано в честь горного хребта Эштрела, на котором исторически сложилась самая крупная популяция этих собак.
Другое название породы — эштрельская горная собака, као де серра да эстрела.
Эштрельская овчарка признана следующими кинологическими федерациями: FCI, KC, DRA, AKC/FSS.

## История породы
Эштрельская овчарка относится к региональным аборигенным породам, наибольшее распространение имеет в Португалии и в центре Пиренейского полуострова. Порода сформировалась на основе кровей собак молосского типа, завезённых на полуостров в эпоху Древнего Рима.
Активное формирование породы происходило во времена Средневековья, когда в этой местности получило хорошее развитие скотоводство. Эти собаки использовались в качестве охранных при перегоне стад с равнинных пастбищ на горные и обратно. Эштрельские овчарки при этом выполняли роль как охранной, так и скотогонной собаки. Также эти собаки применялись в качестве охранных на подворьях и для охраны перевозимых грузов.
К концу XIX века численность собак этой породы начала заметно снижаться в связи с изменением принципов ведения животноводства. В Португалии в этот период практически ушло перегонное скотоводство, что привело к тому, что отпала необходимость и в собаках, которые применялись для этого.
На выставке собаки этой породы были впервые представлены в 1908 году. Начиная с этого момента началось постепенное восстановление численности породы и формирование единого породного фенотипа. До начала направленной кинологической работы эштрельские овчарки фактически отбирались исключительно по рабочим качествам, что приводило к тому, что несмотря на общий генотип и легко прослеживаемое родство всех собак этого типа в регионе, внешне они различались довольно сильно.
В 1922 году в Португалии был написан первый предварительный стандарт породы Эштрельская овчарка, а в 1934 году он был принят официально Национальным клубом этой породы. Признание Международной кинологической федерации (FCI) эштрельские овчарки получили в 1955 году. В 1972 году эта порода была признана Английским кеннел-клубом, и только в 1996 году эта порода получила признание ещё одной крупной федерации — Объединённого кеннел-клуба (UKC).
Несмотря на свою достаточно древнюю историю, сейчас эта порода является довольно малочисленной и распространена главным образом у себя на родине.

## Внешний вид
Эштрельская овчарка относится к классическим горным молоссам, имеющим крепкое телосложение, квадратный формат корпуса и хорошо развитый крепкий костяк.
Собаки этой породы производят впечатление гармонично сложенных, сильных животных, хорошо приспособленных для проживания в жёстких природных условиях.
Этим собакам свойственны свободные, короткие движения без размашистости.
Голова у этих собак крупная, широкая, с покатым лбом и плавным, но хорошо выраженным переходом от лба к морде. Морда умеренной длины, с хорошо развитыми челюстными мышцами и скулами. Челюсти хорошо развиты, обеспечивают плотное и сильное смыкание зубов, дающее мощный хват.
Мочка носа овальная, с хорошо развитым рельефом ноздрей. Губы хорошо выражены, чёткой формы, тонкие, при этом имеют выраженные брыли и небольшую отвислость в уголках челюстей.
Губы, веки и мочка носа тёмные, по цвету гармонирующие с основным окрасом шерсти собаки.
Глаза среднего размера, визуально находятся на одной прямой линии, имеют овальную или чуть продолговатую форму. Веко плотно прилегает и хорошо выражено. При этом надбровные души выражены слабо.
Глаза могут быть янтарного цвета, а также всех оттенков коричневого. Интенсивность окраса глаз, согласно требованиям стандарта, должна гармонировать с общим окрасом животного.
Уши небольшие, тонкие, висячие или полувисячие, треугольной формы. Имеют характерную посадку — верхние концы ушей отведены к затылку, оставляя слегка приоткрытой ушную раковину.
Шея короткая, мощная, поставленная не высоко, плавно переходящая в хорошо выраженную высокую холку.
Корпус квадратного формата, компактный, очень мощный. Грудь глубокая, широкая, бочкообразная.
Спина прямая, к крупу имеется небольшой скос. Сам круп мощный, с плавными округлыми формами.
Хвост посажен высоко, имеет длину до скакательного сустава либо ниже. Форма хвоста саблевидная, с выраженным изгибом к концу. По всей длине хвоста присутствует хорошо выраженный украшающий волос.
Конечности средней длины, мускулистые, с хорошо выраженными суставами, поставленные вертикально под корпус, скакательный сустав на задних лапах выражен слабо. Благодаря строению конечностей и их расположению эштрельские овчарки визуально производят впечатление коренастых собак. Несмотря на это, хорошо развитые мощные связки позволяют эштрельцам свободно и быстро двигаться, демонстрируя хороший вынос конечностей.
Лапы компактные, с толстыми и сильными пальцами, хорошо выраженными подушечками и короткими толстыми когтями.
Окрас — чёрный, все варианты зонарного, все варианты чалого, также допустимы палевый и затенённый рыжий окрасы. Во всех типах окрасов допустимо наличие тигровин, небольших белых отметин и седины.
Шерсть эштрельских овчарок бывает двух типов — короткая и длинная. Несмотря на это, короткошёрстная и длинношёрстная разновидности не выделяются в самостоятельные породы, но в выставочных рингах оцениваются отдельно. У обоих типов хорошо развит украшающий волос и плотный набивной подшёрсток.
Короткошёрстные собаки этой породы имеют на спине, шее и боках плотно прилегающий остевой волос небольшой длины, в зимний период их шерсть может становиться немного волнистой.
Длинношёрстные собаки имеют приподнятый за счёт подшёрстка остевой волос длиной до десяти сантиметров. На шее у них присутствует выраженная грива, на груди и животе имеется более длинный и мягкий украшающий волос, образующий выраженные начёсы.

## Характер
Эштрельские овчарки обладают самостоятельным, уравновешенным характером и спокойным темпераментом. Им не характерно проявление трусости или излишней агрессии.
Собакам этой породы характерны выраженный охранный и пастуший инстинкты. При неправильной социализации эштрельцы могут начать «пасти» даже членов семьи, не давая им далеко отойти или вести себя активно и шумно. Чтобы избежать этого, щенков эштрельской овчарки нужно рано социализировать и начинать их обучение и дрессировку.
Также необходимо с раннего возраста отучать собак этой породы от такой вредной привычки, как покусывание ног, свойственного европейским пастушьим собакам. Исторически они делали это для контроля направления скота и загона их в стадо, такое действие поощрялось у пастушьих собак. В современных городских условиях этот навык уже не нужен, поэтому и важно ранее отучение от этого инстинктивного действия.
Эштрельская овчарка — это так называемая «собака одного хозяина» и несмотря на то что к членам семьи они относятся лояльно, добиться полноценного послушания всем, кроме непосредственного хозяина собаки, довольно сложно. Хозяином для эщтрельца становится тот, кто уделяет собаке больше всего внимания и активно обучает её. Также в восприятии хозяина играет роль наличие у человека сильного характера и лидерских черт.
Собаки этой породы обучаются достаточно медленно, работа с ними требует вдумчивого подхода и терпения. Собакам этой породы свойственно своеволие и высокая самостоятельность в принятии решений.
Проявление агрессии к людям, другим и другим видам животных для этих собак не свойственны. Также эштрельские овчарки демонстрируют терпение по отношению к детям.
Однако в качестве компаньона для детских игр они не очень подходят, так как обладают грубоватым поведением и некоторой неуклюжестью движений, особенно в условиях ограниченного пространства.

## Содержание и уход
Эштрельские овчарки не требуют постоянного специфического ухода, но им требуется регулярное вычёсывание, особенно в периоды сезонной линьки, которая заметно выражена у этих собак. Их шерсть не образовывает колтуны даже у длинношёрстной разновидности, но при этом из-за густого подшёрстка вычёсывать их нужно часто и тщательно в период линьки.
Мыть собак этой породы не стоит часто, так как при этом нарушается естественный жировой баланс на коже. Мытьё им нужно только в случае выраженного загрязнения. Шерсть у этих собак, как и у многих аборигенных пород, имеет водоотталкивающие свойства, поэтому, если уже пришлось мыть эштрельца, делать это надо тщательно.
Важно учитывать при выборе собаки этой породы, что эштрельские овчарки относятся к высокоаллергичным собакам, так как у них наблюдается высокая секретация кожи.
Также нужно учитывать, что собаки этой породы с трудом переносят высокие температуры, поэтому летом им необходимо организовать пребывание в прохладном месте и постоянный доступ к свежей прохладной воде. Если в регионе проживания долго держится постоянная жара, эштрельцев лучше постричь, это позволит им легче пережить жаркий период, а к холодам за период осенней линьки их шерстяной покров восстановится.
Выгул эштрельским овчаркам требуется длительный, содержащий разнообразные физические и умственные нагрузки.
При наличии хорошего выгула собаки этой породы в равной степени подходят и для квартирного, и для вольерного содержания. При этом в вольере они могут находиться и в осенне-зимний период, так как достаточно хорошо переносят низкие температуры. Пребывание в жилище им может потребоваться только на случай слишком сильных морозов.
Эштрельским овчаркам не свойственно наличие специфических породных заболеваний и характерных генетических отклонений. В целом эти собаки отличаются хорошим здоровьем и неприхотливостью. Дисплазия, являющаяся проблемой многих овчарок, им также почти не свойственна, и случается главным образом как последствие травм и неправильных нагрузок в юном возрасте, а не в виде генетически передающегося заболевания.

## Применение
На протяжении всей своей истории эштрельские овчарки применялись в качестве охранных и скотогонных. Сохраняется их применение в качестве охранных собак и сейчас, а вот использование пастушеских качеств во многом отошло в прошлое.
Помимо этого, любителям породы эштрельские овчарки содержатся и в качестве собак-компаньонов, а также собак для занятий различными видами спорта с собаками.
В силу малого распространения этих собак за пределами своей родины численность породы остаётся невысокой, а её применение даже в современном мире остаётся в первую очередь тем же, для которого и были созданы эти собаки.